# The Congress
The Congress (en hebreu: כנס העתידנים) és una pel·lícula francoisraeliana dirigida per Ari Folman, estrenada l'any 2013. La pel·lícula barreja imatge real i animació i es basa en la novel·la polonesa de ciència-ficció Kongres futurologiczny (1971), d'Stanisław Lem. Va ser estrenada al Festival Internacional de Cinema de Cannes el 15 de maig de 2013.